# Dion Valle
Dion Valle Robbins (nacido el 27 de julio de 1977 en Darwin, Australia) es un exjugador de fútbol chileno de origen australiano. Es exalumno del colegio Instituto Alonso de Ercilla, ubicado en Santiago Centro.

## Clubes
| Club                  | País           | Año       |
| --------------------- | -------------- | --------- |
| Colo-Colo             | Chile          | 1993-1995 |
| Jacksonville Cyclones | Estados Unidos | 1997      |
| Macarthur Rams FC     | Australia      | 1999      |
| Perth Glory           | Australia      | 1999-2002 |
| Blacktown City Demons | Australia      | 2002-2003 |
| Marconi Stallions     | Australia      | 2004-2005 |

## Selección nacional
Participó por la Selección de fútbol de Chile, donde Su máximo logro fue alcanzar el tercer lugar mundial con la Selección de fútbol sub-17 de Chile en la Copa Mundial de Fútbol Sub-17 en el Mundial de Japón 1993. Ahí fue una de las principales figuras del equipo chileno junto a Manuel Neira, Héctor Tapia, Dante Poli, Sebastián Rozental, Ariel Salas, Patricio Galaz, Alejandro Osorio, Marco Muñoz, Pablo Herceg, entre otros.

### Participaciones en Copas del Mundo Juveniles
| Torneo                        | Sede  | Resultado     | Año  |
| ----------------------------- | ----- | ------------- | ---- |
| Copa Mundial de Fútbol Sub-17 | Japón | Tercer lugar  | 1993 |
| Copa Mundial de Fútbol Sub-20 | Catar | Primera ronda | 1995 |

- Datos: Q5279299